# Verwaltungsgebäude der Rhätischen Bahn (Chur)

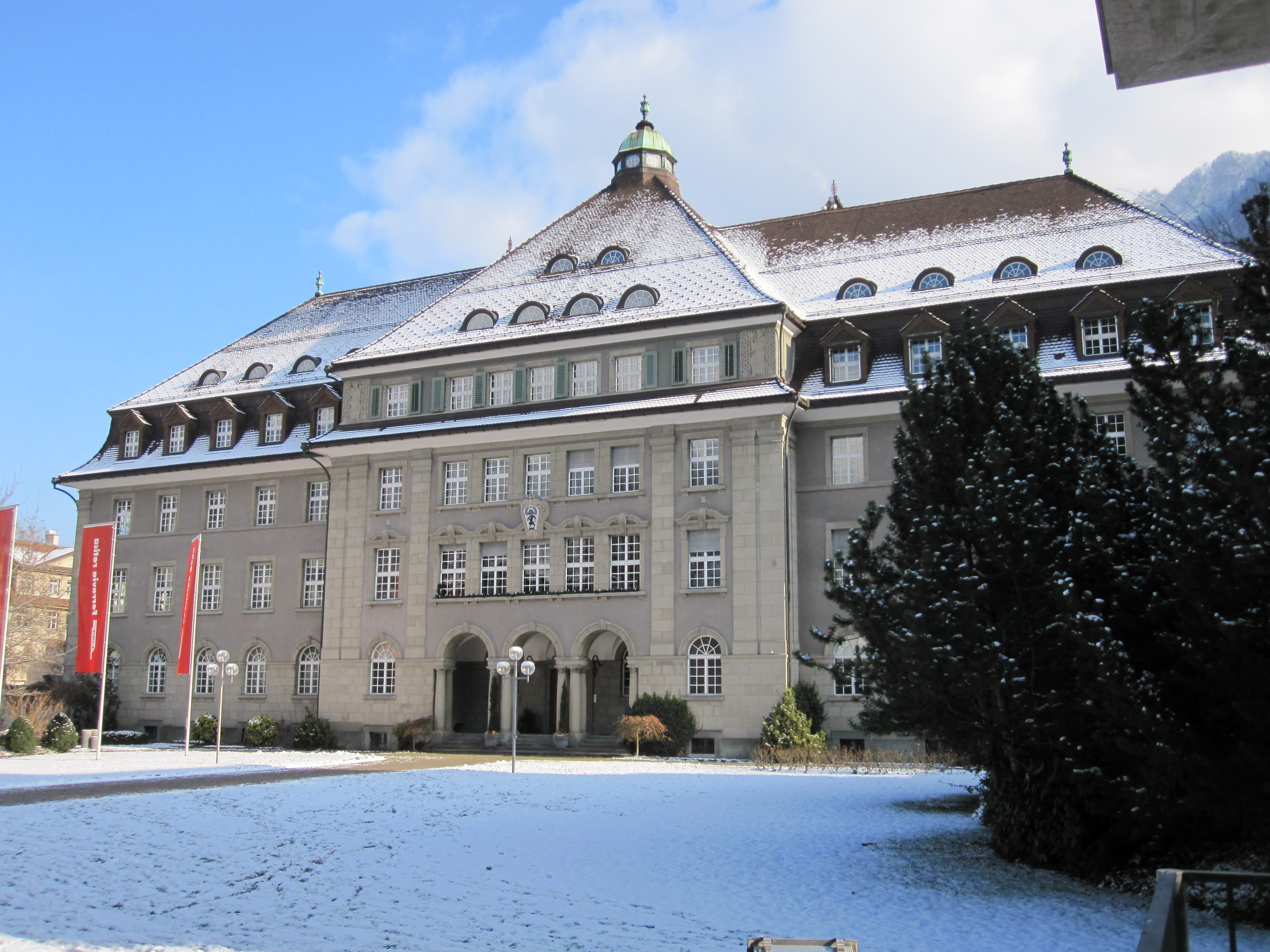
Das Verwaltungsgebäude der RhB in Chur

Das Verwaltungsgebäude der Rhätischen Bahn in der Bündner Kantonshauptstadt Chur ist ein unter eidgenössischem und kantonalem Denkmalschutz stehender Bau. Er wird geführt in der Liste der Kulturgüter von nationaler Bedeutung im Kanton Graubünden.

## Lage
Das Verwaltungsgebäude der Rhätischen Bahn liegt in der Bahnhofstrasse 25 zwischen Postplatz und Bahnhof Chur in seitlich angrenzender Nachbarschaft zum Bündner Kunstmuseum.

## Architektur
Das von einem Walmdach bedeckte Neorenaissance-Gebäude ist ein Exponent des Bündner Heimatstils und wurde 1907–10 von Nicolaus Hartmann jun. errichtet. Die grosszügige Parkanlage nimmt dem gewaltigen Baukörper die Schwere.  
Im Inneren zeigt der Verwaltungsratssaal Wandmalereien des Künstlers Christian Conradin.

## Galerie

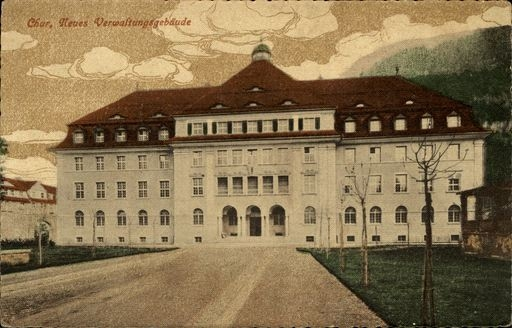
Das neue RhB-Verwaltungsgebäude auf einer Ansichtskarte von 1931
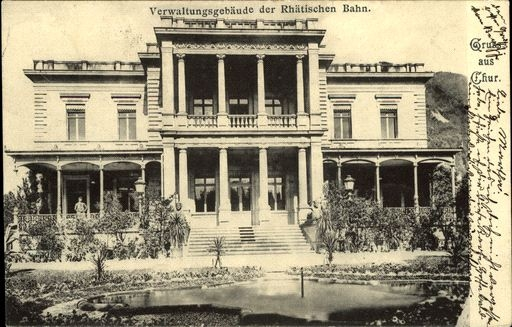
Das alte RhB-Verwaltungsgebäude auf einer Ansichtskarte von 1902